# Brasil en la Copa Mundial de Fútbol de 1934
La Copa Mundial de Fútbol de 1934 marcó la segunda participación de la Selección de fútbol de Brasil en una Copa del Mundo. Brasil era uno de los seis países que habían competido en la Copa Mundial de Fútbol de 1930, junto con los equipos de la Francia, Rumania, Bélgica, Argentina y Estados Unidos.
Carlito Rocha, director del Botafogo de Futebol e Regatas, creó el equipo, que era entrenado por Luiz Vinhaes. El capitán era Martim Silveira. Brasil quedó eliminado en la primera fase y terminó en el puesto 14.

## Preparación

La Selección Brasilera embarcando rumbo a la Copa del Mundo de 1934

El la Copa Mundial de Fútbol de 1934, o Brasil, se vio empañado por disputas entre los dirigentes de entidades de fútbol amateurs y profesionales. La participación brasileña estuvo marcada por una "división" entre amateurs y profesionales. La CBD defendió el amateurismo, pero la mayoría de los clubes se profesionalizaron y crearon la Federación Brasileña de Fútbol. Los clubes profesionales no transfirieron a sus jugadores a la Copa del Mundo, a pesar de que el CBD logró persuadir a algunos atletas profesionales.
En un intento de convencer a algunos profesionales, el CBD ofreció pequeñas fortunas por la participación en el Mundial. El "Jornal dos Sports" informó de que el CBD había firmado un contrato con Tinoco y Leônidas da Silva por el que se pagaban 30 contos en guantes y un salario de 1 conto de réis. Esta actitud llevó al "Jornal dos Sports" a imprimir el siguiente titular en su portada: "Patriotismo por 30 contos".
Aunque la mayoría de los jugadores eran amateurs, se organizó una recompensa por la victoria y una asignación diaria para gastos. La viaje con Barco de vapor duró quince días a bordo del SS Conte Biancamano. Las prácticas se celebraron en el buque. Durante los viajes, muchos jugadores ganaron peso y no hubo tiempo para recuperar la forma.
En la selección brasileña, otro jugador también se haría más famoso, no por su actuación en el Mundial, sino simplemente por lo que haría después. El delantero Waldemar de Brito fue el descubridor del joven Pelé del Santos en 1956.

## Partido
España se adelantó por 3-0 antes de la media hora de juego. En el minuto 18, Iaragorri abrió el marcador con un lanzamiento de falta. En el minuto 26, Gorostiza asistió a Lángara para que marcara el 2-0. En el minuto 30, el guardameta brasileño Pedrosa falló en el despeje y Lángara marcó el tercero. En la segunda parte, España intentó aguantar y Brasil se lanzó al ataque. Patesko disparó, Zamora paró y Leônidas da Silva redujo distancias en el minuto 11. En el minuto 15, Luisinho marcó el segundo gol, pero el árbitro lo anuló por fuera de juego, lo que provocó fuertes quejas de los sudamericanos. Dos minutos más tarde, Waldemar de Brito chocó con Ciriaco en el área y el árbitro señaló penalti. El propio Waldemar lanzó la pena máxima y Zamora la detuvo, poniendo fin a las esperanzas de Brasil.
Según "Il Giornale d'Italia", el partido entre España y Brasil "fue el más profundamente emocionante de la jornada y el que ofreció mejor espectáculo gracias sobre todo a la prodigiosa acción de la delantera, en la que destacaron Leónidas y Waldemar, dos acróbatas de renombre". Otro periódico italiano, Il Lavoro, culpó la derrota de Brasil a la falta de entrenamiento. 
Los resultados de los partidos fueron divulgados por las agencias de noticias, que recibieron telegramas de Italia con los resultados y los publicaron en carteles instalados en las ventanas de las agencias. En São Paulo, la agencia Havas publicó los resultados, lo que provocó acaloradas discusiones por el mal resultado. Con el partido terminado y el resultado indicando la eliminación de Brasil, la gente salió a la calle en São Paulo para protestar contra el mal resultado. La sede de la Palestra Italia, situada en la Praça do Patriarca, fue amenazada de destrucción y estuvo protegida por un fuerte contingente de policía, que efectuó algunas detenciones de los hinchas más incendiarios. Esto se debió a que el Palestra Italia fue uno de los clubes profesionales que no liberó jugadores para el Mundial.
Tras la eliminación, Brasil disputó una serie de partidos amistosos. Fueron 7 amistosos en Europa y 11 en Brasil, todos contra clubes o combinados regionales. Esto se debió a que algunos jugadores seguían "contratados" por el CDB.

## Clasificación
Brasil clasificó directamente al Mundial luego de que Perú abandonara la eliminatoria.

## Lista de convocados
Brasil fue junto a Checoslovaquia en ser las únicas selecciones participantes del Mundial que incluían en su convocatoria a jugadores que militaban en equipos fuera de su país.

## Resultados
Brasil quedó eliminado tras haber jugado un solo partido:
| 27 de mayo de 1934 | España                                  | 3–1     | Brasil       | Stadio Luigi Ferraris, Génova                             |                                                           |
|                    | Iraragorri 18' (pen.) 25' · Lángara 29' | Reporte | Leônidas 55' | Asistencia: 21,000 espectadores Árbitro(s): Alfred Birlem | Asistencia: 21,000 espectadores Árbitro(s): Alfred Birlem |